# 张永义

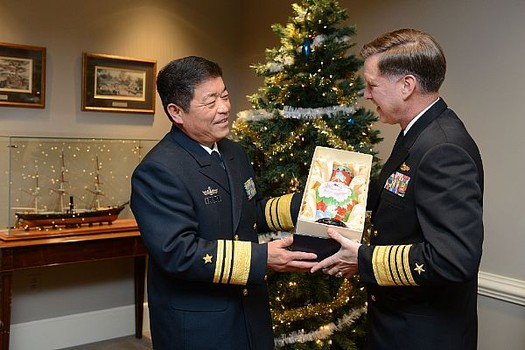
张永义会见美国海军上将马克·弗格森三世（2012年）

张永义（1950年—），辽宁省海城市耿庄镇灰菜村人。中国人民解放军中将。

## 生平
毕业于首都师范大学，1985年9月任海军飞行学院院长。1990年6月，任北海舰队航空兵参谋长，1992年12月任北海舰队航空兵副司令员，1995年12月任海军南海舰队航空兵司令员。2000年12月，任中国人民解放军海军航空兵副司令员。2003年12月，任中国人民解放军海军副参谋长，2004年12月升任海军副司令员，2006年，授海军中将衔。